# 條鰭擬金眼鯛
條鰭擬金眼鯛（學名：P. bexillon），為輻鰭魚綱鱸形目鱸亞目擬金眼鯛科的其中一個種，分布於西印度洋莫三比克海峽海域，深度約10公尺，本魚體側扁呈卵形，尾柄細長，眼大，吻圓鈍，無脂性眼瞼，下頜稍突出，腹鰭較小，位於近胸處，胸鰭基部有一黑色的圓斑，背鰭、臀鰭黃色，末端具有黑色邊緣，從頭部至尾柄及腹部具有黑色邊緣，體色橄欖色，側線明顯，側線鱗片56-65枚，背鰭硬棘6枚、背鰭軟條9-10枚、臀鰭硬棘3枚、臀鰭軟條38-45枚、脊椎骨25個，體長可達13.7公分。主要棲息在岩礁及珊瑚礁區，屬夜行性魚類，屬肉食性，以浮游生物為食，生活習性不明。